# Басчениј де Жос (Бузау)
Басчениј де Жос (рум. Bâscenii de Jos) насеље је у Румунији у округу Бузау у општини Калвини. Oпштина се налази на надморској висини од 297 m.

## Становништво
Према подацима из 2002. године у насељу је живело 2075 становника.

### Попис2002.
| Расподела становништва по националности 2002.‍ | Расподела становништва по националности 2002.‍ | Расподела становништва по националности 2002.‍ | Расподела становништва по националности 2002.‍ | Расподела становништва по националности 2002.‍ |
| --------------------------------------------- | --------------------------------------------- | --------------------------------------------- | --------------------------------------------- | --------------------------------------------- |
|                                               |                                               |                                               |                                               |                                               |
| Румуни                                        | Румуни                                        |                                               | 720                                           | 34,7%                                         |
| Роми                                          | Роми                                          |                                               | 1.355                                         | 65,3%                                         |